# Paolo Bailetti

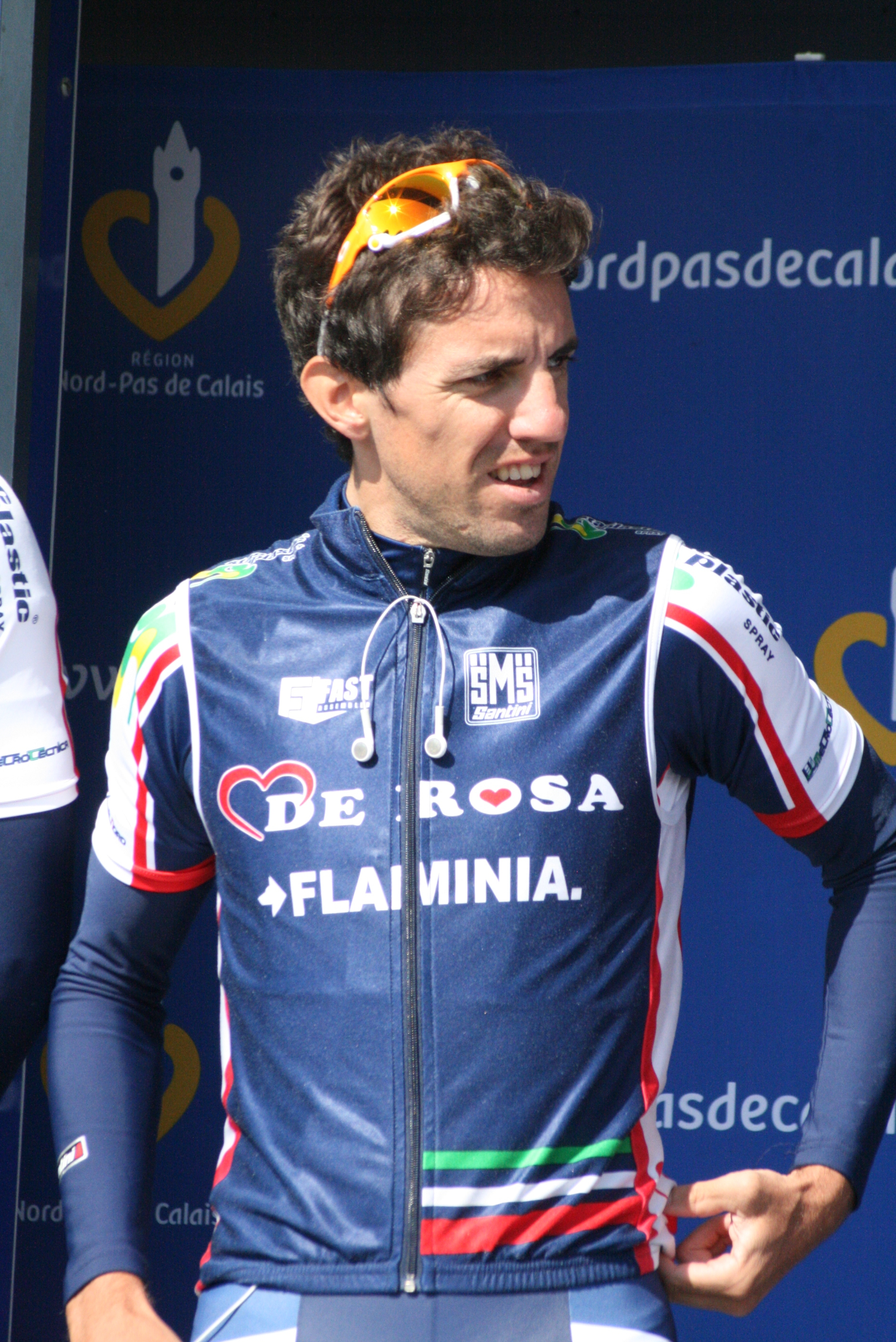
Paolo Bailetti bei den Vier Tagen von Dünkirchen 2011

Paolo Bailetti (* 15. Juli 1980) ist ein ehemaliger italienischer Radrennfahrer.
2002 wurde Paolo Bailetti italienischer Straßenmeister des Nachwuchses. 2003 gewann er die beiden Eintagesrennen Coppa Colli Briantei Internazionale und Gran Premio Città di Felino. Auch im Jahr darauf entschied er den Gran Premio Città di Felino für sich und gewann die Ruota d’Oro.

## Erfolge
2002
- Italienischer Meister (U23) – Straßenrennen

2003
- Coppa Colli Briantei Internazionale
- Gran Premio Città di Felino

2004
- Gran Premio Città di Felino
- Ruota d’Oro

## Teams
- 2005 3C Casalinghi Jet-Androni Giocattoli
- 2006 3C Casalinghi Jet-Androni Giocattoli
- 2007 Team LPR
- 2008 LPR Brakes-Ballan
- 2009 Fuji-Servetto (ab 1. April)
- 2010 Ceramica Flaminia
- 2011 De Rosa-Ceramica Flaminia
- 2012 Utensilnord Named